# بلعوم أنفي
البلعوم الأنفي (بالإنجليزية: Nasopharynx)‏ هو القسم العلوي من البلعوم يقع خلف جوف الأنف وفوق مستوى الحنك الرخو. يشكل البلعوم الأنفي مع جوف الأنف جزءاً من جهاز التنفس. يتصل البلعوم الأنفي مع البلعوم الفموي عبر برزخ البلعوم ومع جوف الأنف عبر المنعرين.

## الظهارة
نظراً لأن البلعوم الأنفي يعتبر ممرأ هوائياً، تكون ظهارته مشابهة لمخاطية جوف الأنف التنفسية.

## السقف والجدار الخلفي
يشكل سقف البلعوم الأنفي مع الجدار الخلفي سطحاً مائلاً تحت جسم العظم الوتدي. يحوي الجدار الخلفي على بروز يكون واضحاً في سن الطفولة نتيجة وجود تجمع لنسيج لمفاوي يدعى لوزة بلعومية.

## الجدار الوحشي
يحتوي الجدار الوحشي للبلعوم الأنفي على الفتحة البلعومية لنفير السمع (قناة استاكيوس) والتي تقع على بعد 1-1.5 سم أمام الجدار الخلفي. يحد الفتحة في الأعلى والخلف بروز حاد يدعى الحيد النفيري. يمتد من الحيد النفيري طية عمودية تدعى الطية النفيرية البلعومية تحتوي على عضلة بنفس الاسم هي العضلة النفيرية البلعومية. كما يمتد من الحيد النفيري طية أخرى أقصر تتجه نحو الحنك تدعى الطية النفيرية الحنكية. خلف الحيد النفيري يوجد ردب عميق يدعى الردب البلعومي.

## صور إضافية

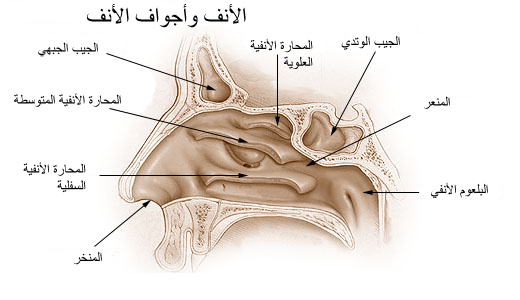
جوف الأنف
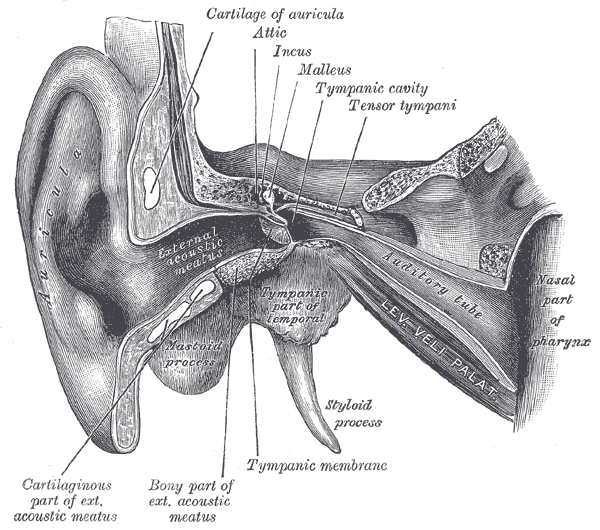
الأذن الخارجية والوسطى.